# ТЕС Тімімун
29°14′48″ пн. ш. 0°15′28″ зх. д. / 29.24667° пн. ш. 0.25778° зх. д.
ТЕС Тімімун – теплова електростанція в центральній частині Алжиру.
Між 2012 та 2016 роками на майданчику станції ввели в дію встановлені на роботу у відкритому циклі газові турбіни:
- дві від компанії Pratt & Whitney типу FT8 потужністю по 23 МВт;
- дві переміщені з ТЕС Фкіріна турбіни виробництва General Electric типу TM2500 потужністю по 25 МВт.
Варто відзначити, що в спекотних умовах Сахари потужність турбін суттєво відрізняється від номінальною, наприклад, одиничну потужність TM2500 могли визначати як 17 МВт.
Як паливо використовують природний газ, що надходить по трубопроводу Сбаа – Тімімун.